# Car Wars
Car Wars ist ein Konfliktsimulationsspiel, das von Steve Jackson verlegt wurde.
Die Spieler übernehmen die Kontrolle von einem oder mehreren Automobilen, was jede Art von Fahrzeugen wie Motorräder oder Trucks einschließen kann. Optionale Regeln schließen Hubschrauber, Mikroflugzeuge, Ballons, Boote, U-Boote und Panzer ein. Die Fahrzeuge werden normalerweise mit Waffen (MG's, Raketenwerfern usw.), frisierten Bestandteilen (Hochleistungsräder, nitro Injektoren usw.) und Verteidigungselementen (Panzerung) ausgerüstet. Innerhalb bestimmter Parameter führen die Spieler dann ihre Fahrzeuge im Kampf.
Im veröffentlichten Spiel werden Pappmarker zur Darstellung der Fahrzeuge in einem simulierten Kampf benutzt, aber es ist ohne weiteres möglich, auch andere Fahrzeugmodelle, zum Beispiel Spielzeugautos, als Platzhalter im Spiel zu verwenden.
Es existieren verschiedene Szenarien, aber es können auch eigene kreiert werden.
Es werden mehrere sechsseitige Würfel verwendet, um die Ergebnisse des Waffenfeuers, des Schadens und der Fahrzeugkontrolle während des Spiels zu bestimmen. Das Spiel wird in Abschnitten (Turnus) gespielt, jeder Abschnitt vertritt eine Sekunde der Echtzeit. Jeder Abschnitt wird in zehn Phasen geteilt. Die Handlungen finden gleichzeitig statt. Jede Phase bewegt sich ein Fahrzeug eine durch die Geschwindigkeit bestimmte Strecke und es können Waffen eingesetzt werden, solange sie Sichtlinie mit einem Ziel ihrer Wahl haben. Gewöhnlich ist ein Kampf nach einigen Abschnitten zu Ende, die nur wenige Sekunden in der Spielzeit repräsentieren. Dies kann aber trotzdem mehrere Stunden des Spielspaßes bedeuten.

## Auszeichnungen
Car Wars wurde mit dem Charles S. Roberts Award 1981 in der Kategorie Bestes Science-Fiction-Brettspiel ausgezeichnet, das damals als Teil der Origins Awards verliehen wurde.